# Frank H. Hurd

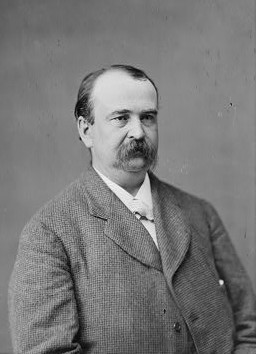
Frank H. Hurd

 Frank Hunt Hurd (* 25. Dezember 1840 in Mount Vernon, Ohio; † 10. Juli 1896 in Toledo, Ohio) war ein US-amerikanischer Politiker. Zwischen 1875 und 1885 vertrat er dreimal den Bundesstaat Ohio im US-Repräsentantenhaus.

## Werdegang
Frank Hurd besuchte bis 1858 das Kenyon College in Gambier. Nach einem anschließenden Jurastudium und seiner 1861 erfolgten Zulassung als Rechtsanwalt begann er in diesem Beruf zu arbeiten. Im Jahr 1863 wurde er Staatsanwalt im Knox County. Gleichzeitig schlug er als Mitglied der Demokratischen Partei eine politische Laufbahn ein. 1866 saß er im Senat von Ohio; im Jahr 1868 war er mit der Überarbeitung der Strafgesetze dieses Staates beauftragt. Seit 1869 lebte er in der Stadt Toledo, deren juristischer Vertreter er zwischen 1871 und 1873 war. 1872 kandidierte er noch erfolglos für das US-Repräsentantenhaus.
Bei den Kongresswahlen des Jahres 1874 wurde Hurd dann aber im sechsten Wahlbezirk von Ohio in das US-Repräsentantenhaus in Washington, D.C. gewählt, wo er am 4. März 1875 die Nachfolge des Republikaners Isaac R. Sherwood antrat. Da er im Jahr 1876 nicht bestätigt wurde, konnte er bis zum 3. März 1877 nur eine Legislaturperiode im Kongress absolvieren. Im Jahr 1878 wurde er im siebten Distrikt seines Staates als Nachfolger von Henry L. Dickey erneut in das Repräsentantenhaus gewählt, wo er bis zum 3. März 1881 eine weitere Legislaturperiode absolvieren konnte. 1880 wurde er erneut nicht wiedergewählt. Zwei Jahre später schaffte Frank Hurd im zehnten Bezirk von Ohio als Nachfolger von John B. Rice den Wiedereinzug in den Kongress, wo er zwischen dem 4. März 1883 und dem 3. März 1885 eine letzte Amtszeit verbringen konnte. Im Jahr 1884 verfehlte er auch diesmal die Wiederwahl. Hurd legte aber ein erfolgloses Veto gegen den Wahlausgang ein. 1886 bewarb er sich letztmals und erfolglos um die Rückkehr in den Kongress. Somit kandidierte er zwischen 1872 und 1886 mit wechselndem Erfolg und in verschiedenen Wahlbezirken bei allen Kongresswahlen.
Nach dem Ende seiner Zeit im US-Repräsentantenhaus praktizierte Frank Hurd wieder als Anwalt. Er starb am 10. Juli 1896 in Toledo und wurde in seinem Geburtsort Mount Vernon beigesetzt.